# 1-й Магистральный проезд
Пе́рвый Магистра́льный прое́зд — проезд, расположенный в Северном административном округе города Москвы на территории Хорошёвского района.

## История
Проезд получил своё название 23 мая 1952 года как часть системы транспортных магистралей между многочисленными промышленными предприятиями, сосредоточенными на стыке Хорошёвского и Пресненского районов.

## Расположение

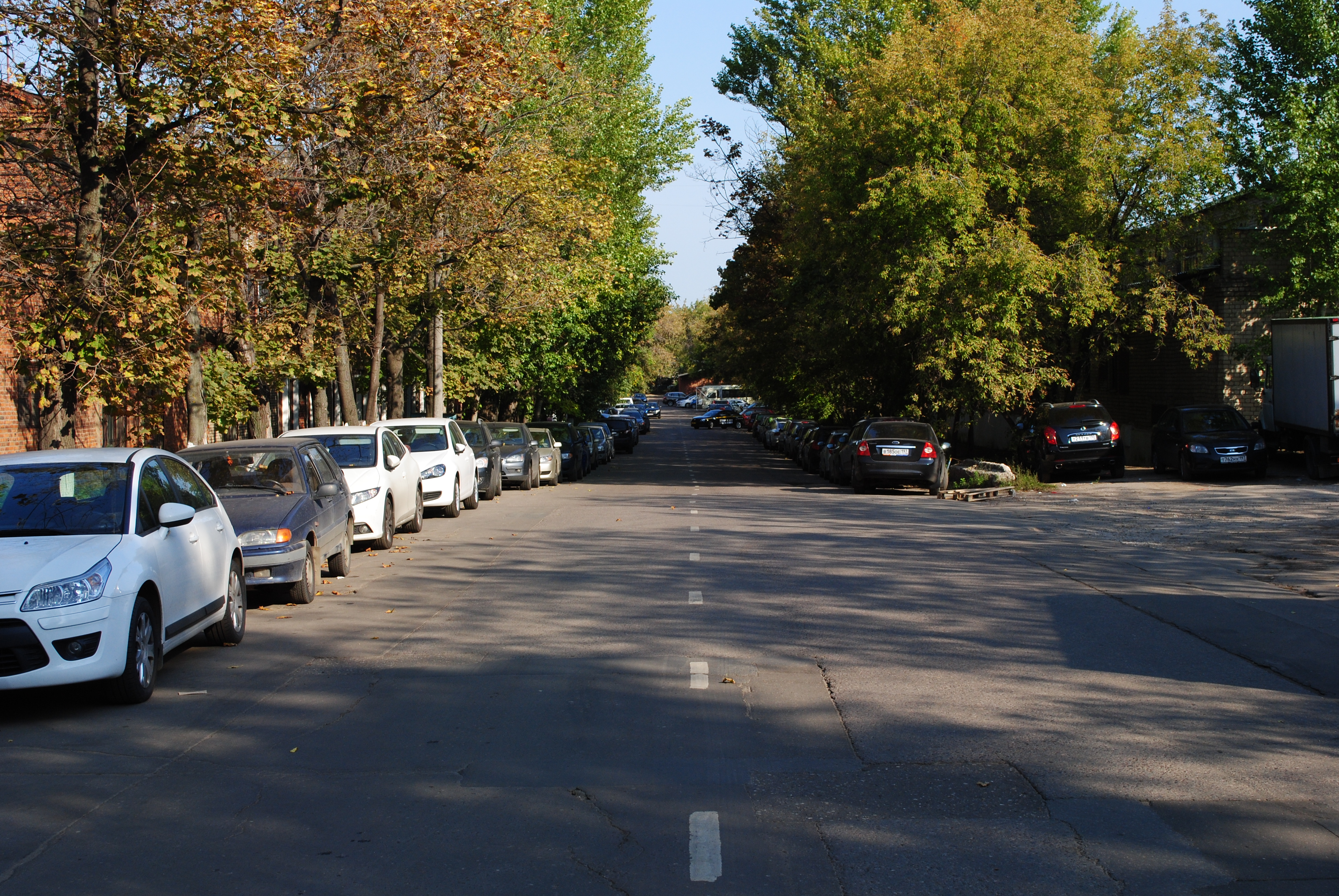
1-й Магистральный проезд (вид от середины проезда в сторону тупика).

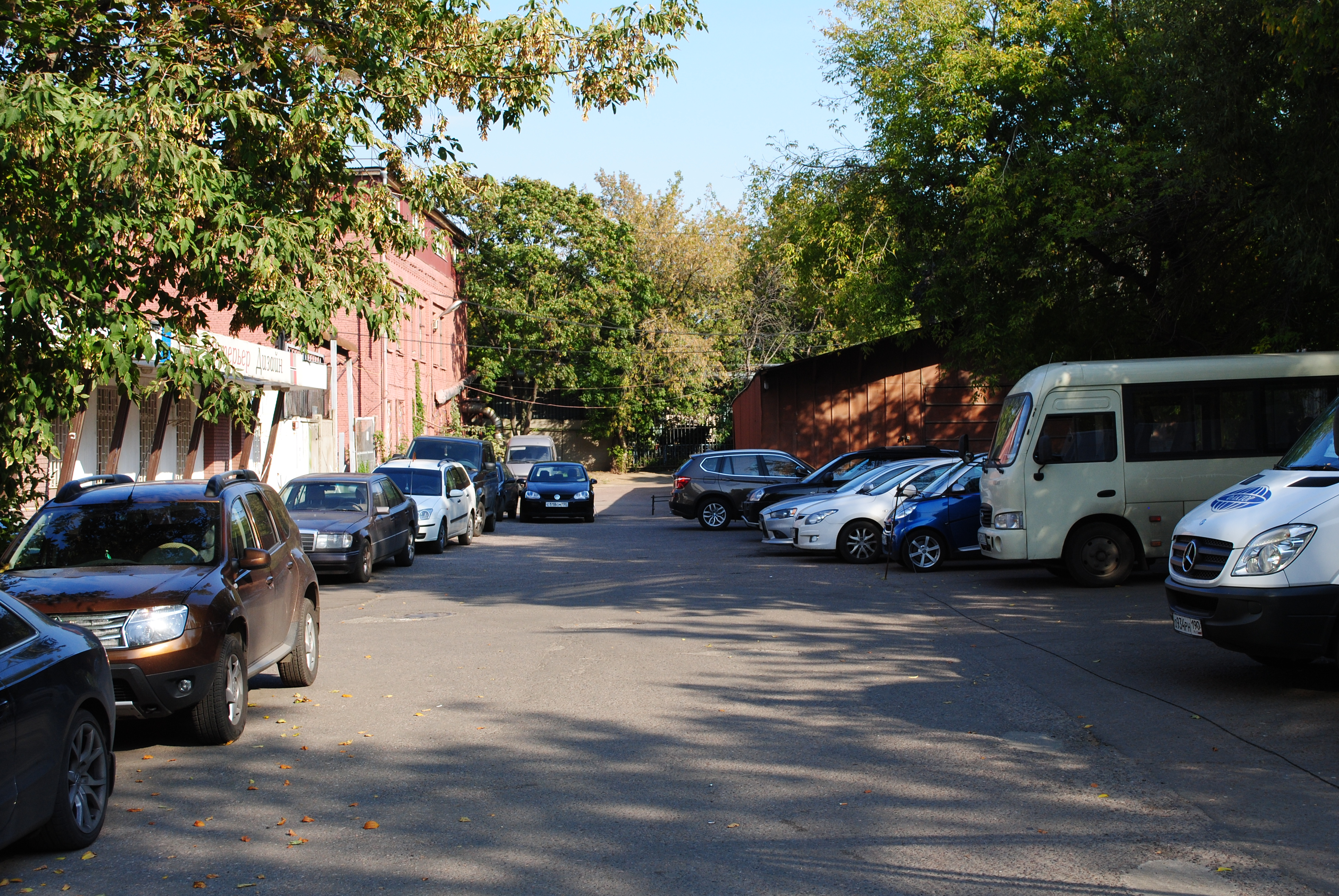
Тупик в конце 1-го Магистрального проезда.

1-й Магистральный проезд проходит от 3-й Магистральной улицы на восток и оканчивается тупиком, не доходя до 2-й Магистральной улицы. Нумерация домов начинается от 3-й Магистральной улицы.

## Транспорт

### Метро
- Станция метро «Шелепиха» Большой кольцевой линии — южнее улицы, на Шелепихинском шоссе.

### Железнодорожный транспорт
- Станция МЦК «Шелепиха» — южнее улицы, на Шелепихинском шоссе.